# Stadl-Paura
Stadl-Paura é um município da Áustria localizado no distrito de Wels-Land, no estado de Alta Áustria.